# Eberhard von Kuenheim

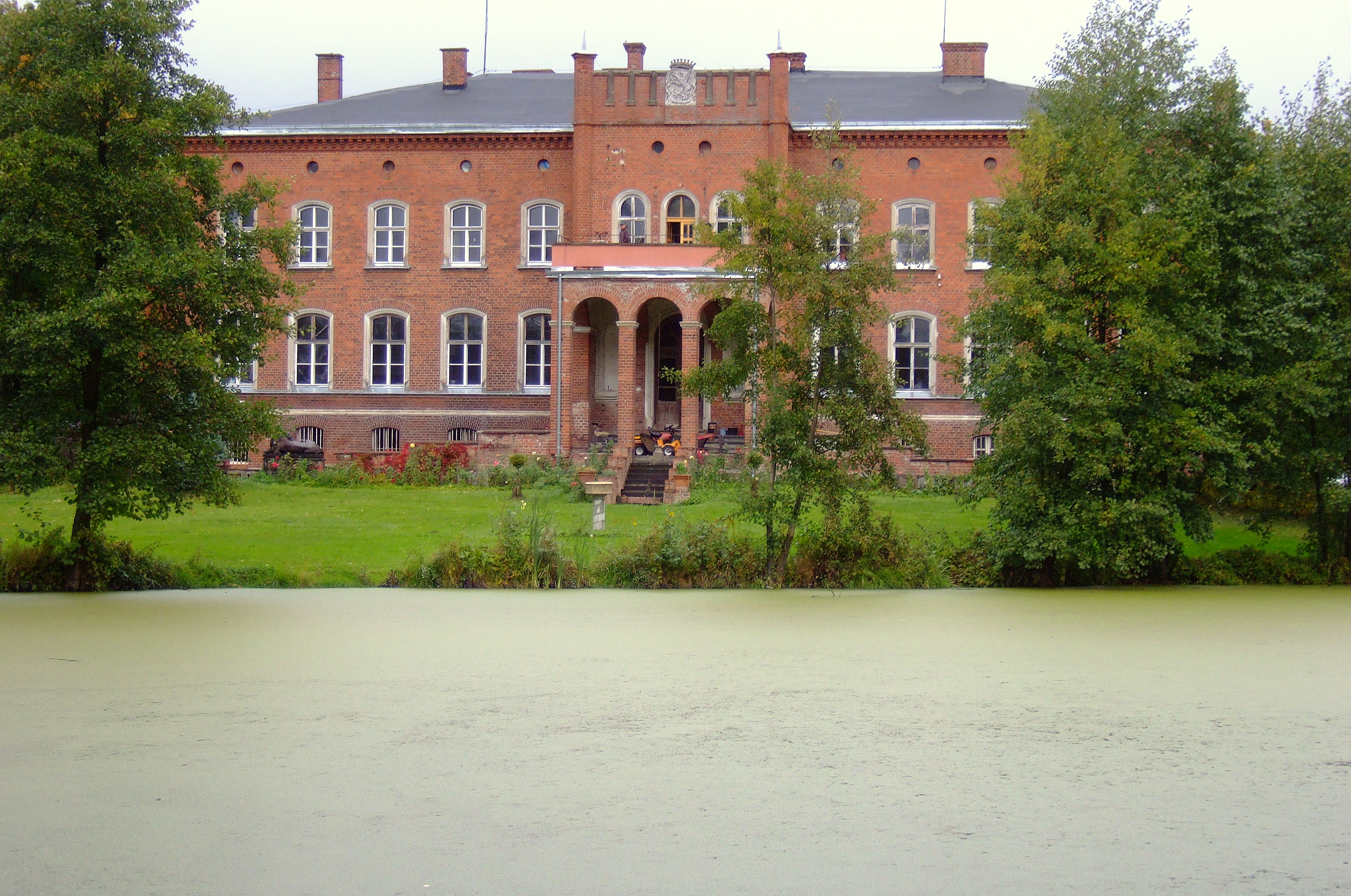
Pałac w Judytach, miejsce urodzenia

Eberhard von Kuenheim (ur. 2 października 1928 w Judytach) – niemiecki inżynier i menadżer. W latach 1970–1993 główny dyrektor zarządzający i prezes BMW, a w 1993- 1999 przewodniczący rady nadzorczej koncernu. W okresie jego rządów, nazywanym erą Kuenheima, BMW stało się jednym z największych przedsiębiorstw motoryzacyjnych na świecie. Uważany za jednego z pionierów nowoczesnej gospodarki Niemiec.

## Życiorys
Eberhard von Kuenheim urodził się w 1928 roku w starej szlacheckiej rodzinie Kuenheimów w dobrach rodowych w ówczesnym Juditten w Prusach Wschodnich (obecnie Judyty w powiecie bartoszyckim w województwie warmińsko-mazurskim). Ojciec, przeciwnik nazizmu, zginął w 1935 w wypadku samochodowym, a matka w obozie radzieckim po II wojnie światowej.
Po wojnie, do 1954, studiował inżynierię mechaniczną na uniwersytecie technicznym w Stuttgarcie. Początkowo pracował w fabryce maszyn Maxa Müllera w Hanowerze, a w 1965 dołączył do przedsiębiorstwa IWK w Karlsruhe, należącego do Quandt Gruppe, wówczas największych udziałowców koncernu BMW.

## Koncern BMW
1 stycznia 1970, w wieku 41 lat, został dyrektorem wykonawczym koncernu BMW. Okres, gdy zarządzał koncernem nazywany jest erą Kuenheima, a BMW zmieniło się ze średniej, mało znaczącej bawarskiej firmy w jedno z największych, słynących z wysokiej jakości aut, przedsiębiorstw motoryzacyjnych na świecie, stało się także ikoną niemieckiej gospodarki i stylu.
W okresie od 1970 do 1993 zatrudnienie w koncernie wzrosło z 23 000 do 71 000 pracowników, a wartość sprzedaży wzrosła z 1 mld do 30 mld niemieckich marek. Przez 23 lata Kuenheim wprowadził także na rynek kilka nowych modeli aut oraz sprawił, iż sprzedaż samochodów osobowych wzrosła 4-krotnie, a motorów 3-krotnie. W latach 70. otworzył największą fabrykę BMW w Dingolfing w Bawarii, w 1973 przeniósł zarząd główny do nowego budynku Vierzylinder w Monachijskim Parku Olimpijskim (Münchener Olympiapark), gdzie także przyczynił się do otwarcia, w latach 90., Centrum Badawczo Inżynieryjnego (Forschungs- und Ingenieurzentrum). Niemniej jednak nie ustrzegł się błędów, a do jego porażek należy zaliczyć przejęcie brytyjskiego Rovera, które przyniosło koncernowi milionowe straty.
W 1993 r. przeszedł na stanowisko prezesa rady nadzorczej koncernu, którą to funkcję zajmował do 1999 roku i nadal miał realny wpływ na politykę firmy, m.in. wybór kolejnych dyrektorów zarządzających czy naczelnych inżynierów.
Obecnie jest prezesem, założonej w 2000 roku, Fundacji Eberharda von Kuenheima (Eberhard von Kuenheim Stiftung), która promuje przedsiębiorczy styl i świadomość. Jest także honorowym obywatelem miasta Kuenheim we francuskiej Alzacji, skąd wywodzi się jego rodzina. Natomiast na wydziale inżynieryjnym uniwersytetu technicznego w Monachium, jeden z budynków nosi jego nazwę.